# Iberia megye
Iberia megye az Amerikai Egyesült Államokban, azon belül Louisiana államban található. Megyeszékhelye és legnagyobb városa New Iberia. Lakosainak száma 69 929 fő (2020. április 1.). Iberia megye St. Martin, Iberville, Assumption, St. Mary, Vermilion és Lafayette megyékkel határos.

## Népesség
A megye népességének változása:
| Lakosok száma | 73 266 | 73 471 | 73 766 | 73 878 | 74 103 | 69 929 |
|               | 2010   | 2011   | 2012   | 2013   | 2015   | 2020   |